# Listera
Listera (Listera R. Br.) – rodzaj roślin wyróżniany w tradycyjnych ujęciach w rodzinie storczykowatych (Orchidaceae). Analizy filogenetyczne wykazały, że w jego obrębie zagnieżdżone są rodzaje gnieźnik (Neottia s.s.) i Holopogon tworząc grad ewolucyjny, dlatego cała ta grupa klasyfikowana jest w XXI wieku jako rodzaj Neottia. Listera wyróżniana jest w jego obrębie jako podrodzaj. Należy tu 25 gatunków występujących głównie w Azji i Ameryce Północnej, tylko dwa rosną w Europie i oba spotykane są w Polsce. 

## Morfologia
Z wydłużonego kłącza wyrastają prosto wzniesione pędy z dwoma liśćmi, między którymi międzywęźle jest tak skrócone, że wyglądają na naprzeciwległe. Kwiatostan liczy od kilku do wielu małych, niepozornych kwiatów. Są one skręcone o 180° i zwykle otwarte. Warżka nie posiada ostrogi, jest wyraźnie dłuższa od pozostałych listków okwiatu i na końcu rozcięta.

## Systematyka
Synonimy taksonomiczne
Bifolium Petiver ex Nieuwland, Pollinirhiza Dulac
Pozycja systematyczna
Zaliczane tu gatunki (niezależnie od klasyfikacji do rodzaju) należą do plemienia Neottieae w obrębie podrodziny epidendronowych (Epidendroideae) z rodziny storczykowatych (Orchidaceae). Storczykowate są kladem bazalnym w rzędzie szparagowców Asparagales w obrębie jednoliściennych.
Rozróżniane ze względu na zdolność do fotosyntezy, zielone storczyki z rodzaju Listera i myko-heterotroficzne storczyki z rodzaju Neottia okazały się być bezpośrednio spokrewnione. Storczyki z rodzaju Neottia zagnieżdżone są w gradzie ewolucyjnym tworzonym przez przedstawicieli rodzaju Listera i ich wyodrębnianie czyni z rodzaju Listera takson parafiletyczny. W kladzie z Neottia s.s zagnieżdżone są dodatkowo storczyki z tradycyjnie wyróżnianego rodzaju Holopogon Kom. & Nevski. W tej sytuacji rodzaje te połączono w jeden, pod najstarszą nazwą, czyli Neottia. W kolejnych badaniach filogenetycznych potwierdzono wielokrotnie monofiletyczność tak ujmowanego rodzaju. W efekcie też współczesne bazy taksonomiczne włączają tradycyjnie wyróżniane w XX wieku gatunki z rodzaju Listera do rodzaju Neottia.
Ze względu na utrwalone rozdzielanie tych rodzajów w piśmiennictwie w XX wieku, wciąż publikowane są ujęcia wyróżniające rodzaj Listera i tak też uczyniono w krajowej liście flory polskiej z 2020 roku.
Gatunki flory Polski
Pierwsza nazwa naukowa według listy krajowej, druga – obowiązująca według piśmiennictwa aktualizowanego taksonomicznie
- listera jajowata Listera ovata (L.) R. Br. ≡ gnieźnik jajowaty[4] Neottia ovata (L.) Bluff & Fingerh., Comp. Fl. German., ed. 2, 2: 435, 1838[9][8]
- listera sercowata Listera cordata (L.) R. Br.[10] ≡ gnieźnik sercowaty[4] Neottia cordata (L.) Rich., De Orchid. Eur.: 37, 1817[9][8]